# دنيس لاك
دنيس لاك (بالإنجليزية: Dennis Lake)‏ هو سياسي أمريكي، ولد في 5 أكتوبر 1937 في ريغبي في الولايات المتحدة. حزبياً، نشط في الحزب الجمهوري. وقد انتخب عضو مجلس نواب ايداهو.